# La Motte-Servolex
La Motte-Servolex är en kommun i departementet Savoie i regionen Auvergne-Rhône-Alpes i sydöstra Frankrike. Kommunen ligger i kantonen La Motte-Servolex som tillhör arrondissementet Chambéry. År 2022 hade La Motte-Servolex 12 167 invånare.

## Befolkningsutveckling
Antalet invånare i kommunen La Motte-Servolex
| Referens: INSEE |